# Avenue de la Marne (Asnières-sur-Seine)
Pour les articles homonymes, voir Avenue de la Marne.
L'avenue de la Marne est une voie de communication située à Asnières-sur-Seine.

## Situation et accès

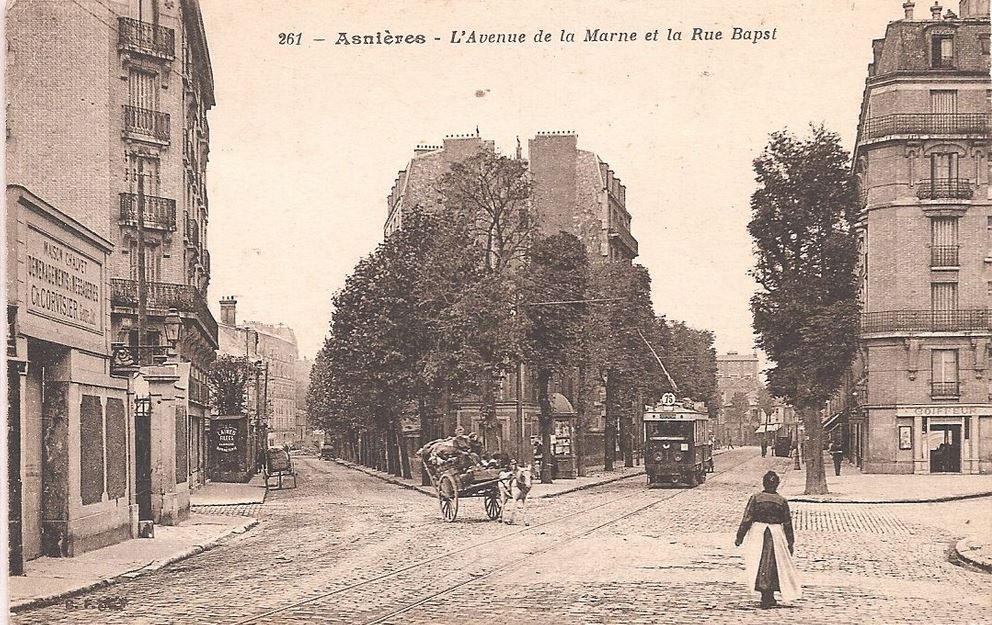
Avenue de la Marne et rue Bapst.

Son tracé coïncide aujourd'hui avec la route départementale 9 qui longe la Seine de la mairie de Puteaux au port de Gennevilliers.
Commençant son parcours dans le prolongement du boulevard Saint-Denis, au droit de la rue Auguste-Bailly, elle passe tout d'abord la rue de l'Ouest et le carrefour de la rue du Bois et de la rue de Bretagne, attenantes à la ligne de Paris-Saint-Lazare à Versailles-Rive-Droite. Elle rencontre alors l'avenue Flachat, face à un accès à la gare d'Asnières-sur-Seine. Elle franchit ensuite le pont de la ligne de Paris-Saint-Lazare au Havre, longée à cet endroit par l'avenue Henri-Barbusse au nord, et la rue Denis-Papin au sud.
Continuant vers le nord-est, elle traverse le carrefour de l'avenue d'Argenteuil et de la rue Gallieni, et se termine place de l'Hôtel-de-Ville, à la rue rue Pierre-Brossolette.

## Origine du nom
Elle est nommée ainsi en hommage aux combattants de la Bataille de la Marne.

## Historique

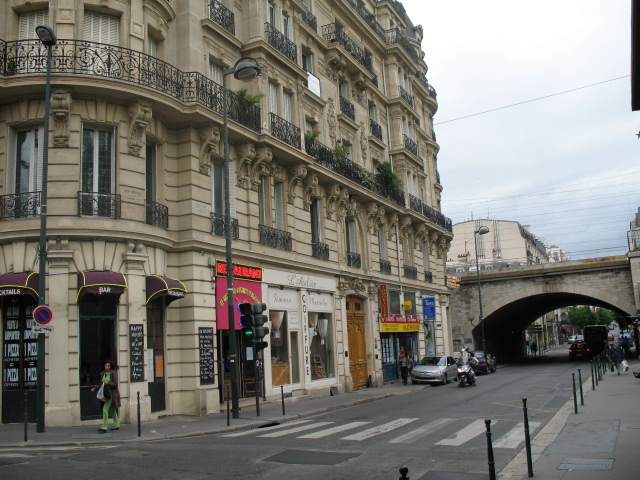
L'avenue de la Marne entre les deux ponts ferroviaires.

Elle suit le parcours de ce qui était vers 1830 le « chemin d'Asnières à Courbevoie », puis jusqu'en 1870, le « Chemin de grande communication n° 6, de Saint-Denis à Nanterre, par l’île Saint-Denis », puis « rue de Courbevoie » à partir de cette date.
En 1897, on y fait passer la ligne de tramway 75, Saint-Cloud (place d'Armes)—Asnières (place Voltaire), exploitée à partir de 1921 par la Société des transports en commun de la région parisienne, jusqu'à sa fermeture en 1936.

## Bâtiments remarquables et lieux de mémoire

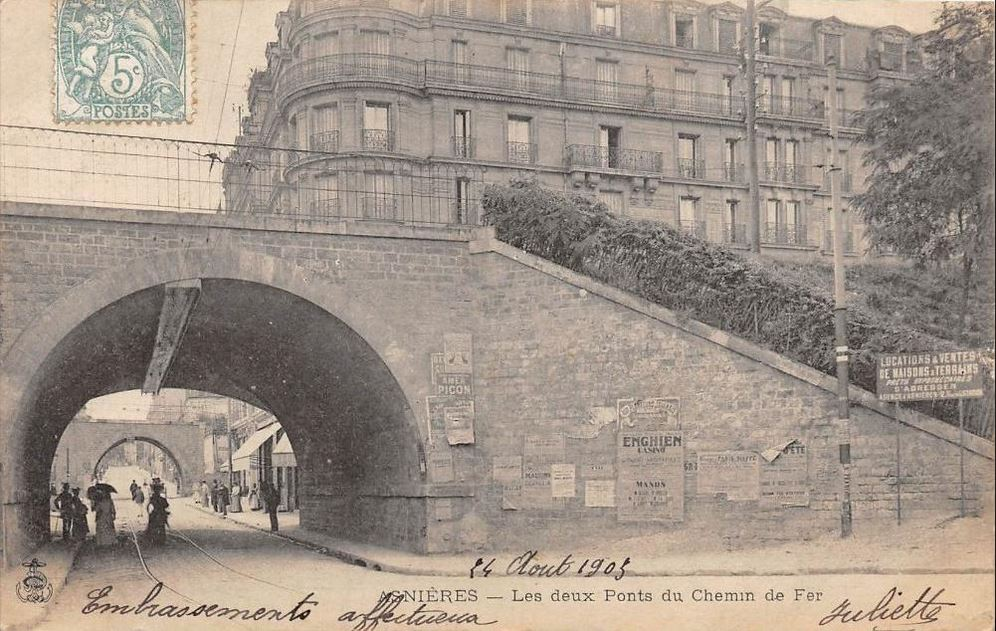
En 1905, l'avenue de la Marne sous les voûtes des deux ponts ferroviaires. À droite, l'avenue Henri-Barbusse.

- Temple protestant, construit en 1869 pour la communauté anglophone d'Asnières et de ses environs, et restauré en 1872[7]
- Gare d'Asnières-sur-Seine, ouverte en 1838
- Hôtel de ville d'Asnières-sur-Seine, construit en 1899 sur les plans de l'architecte Emmanuel Garnier[8].
- Pierre d'Asnières-sur-Seine, une sépulture collective sous tumulus découverte en février 1933 lors de travaux d'agrandissement de l'hôtel de ville[9],[10].

L'avenue franchit par deux tunnels successifs, la ligne Paris-Saint-Lazare - Versailles-Rive-Droite depuis 1839, et la ligne d'Argenteuil depuis 1840.

## Notes et références

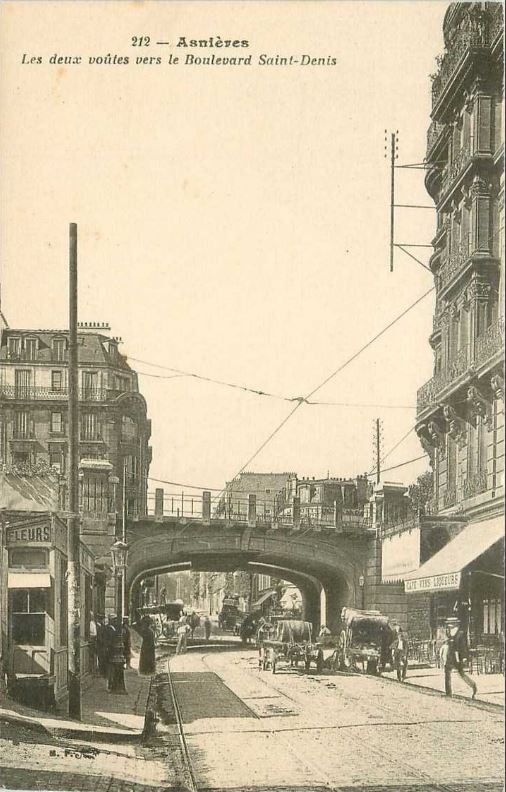
Les deux voûtes.